# Sergey Sirotkin
Sergey Olegovich Sirotkin (Moscou, 27 de agosto de 1995) é um automobilista russo.

## Carreira

### Cartismo
Sirotkin começou no kart em 2008 e correu em várias séries internacionais, trabalhando a partir das categorias juniores para avançar para a categoria KF3 e KF2 até 2010.

### Fórmula Abarth
Aos quinze anos, Sirotkin correu na recém-lançada série Fórmula Abarth na Itália para a Jenzer Motorsport. Ele fez seu início em Vallelunga, terminando a primeira corrida nos pontos e depois somou mais quatro pontos para terminar em 18º no campeonato. Sirotkin permaneceu na Fórmula Abarth, e com a Jenzer, por uma segunda temporada em 2011; a série se dividiu em duas classificações separadas para corridas de campeonato europeu e italiano. Mas antes da rodada em Spa, Sirotkin mudou para o time Euronova Racing by Fortec. Ele ganhou o título da série europeia com uma corrida de antecedência, tendo cinco vitórias em quatorze corridas. Na série italiana, Sirotkin terminou como vice-campeão com duas vitórias, perdendo para o ex-companheiro de equipe Patric Niederhauser após um erro na corrida final no Autódromo Nacional de Monza.

### Auto GP World Series
Em 2012, Sirotkin continuou sua colaboração com a Euronova Racing na Auto GP World Series. Sua primeira rodada em Monza viu ele se qualificar na primeira fila, perdendo a pole para Adrian Quaife-Hobbs por apenas 0,04 segundos. Ele parou no início da primeira corrida, mas chegou em quarto lugar na segunda corrida; ele também estabeleceu a volta mais rápida em ambas as corridas. Em Valência, ele voltou a liderar o campeonato, Quaife-Hobbs, mas desta vez Sirotkin passou por ele antes do primeiro turno e, eventualmente, marcou sua primeira vitória, voltando a fazer a volta mais rápida, tornando-se o mais novo vencedor do Auto GP no processo. Após outra volta mais rápida na segunda corrida, Sirotkin estabeleceu um recorde de quatro voltas mais rápidas consecutivas; quebrando um recorde anteriormente realizado por Romain Grosjean. Sirotkin terminou a temporada em terceiro lugar no geral, atrás de Quaife-Hobbs e Pål Varhaug. Ele terminou a temporada com duas vitórias na corrida em Valência e Sonoma, e sete pódios. Ele também gravou sua primeira pole no Circuito Urbano de Marraquexe.

### Fórmula 3
Sirotkin também participou no Campeonato Italiano de Fórmula 3 em 2012, dirigindo para a Euronova. Ele conquistou duas vitórias, em Hungaroring e Monza, e mais quatro pódios ao longo da temporada. Ele também marcou pontos em vinte e duas das vinte e quatro corridas - depois de se retirar da segunda corrida em Vallelunga e sendo desqualificado da terceira corrida em Monza.

### Fórmula Renault
Sirotkin fez sua estreia na Fórmula Renault 3.5 em seu evento em casa no Moscow Raceway, em parceria com o piloto russo Nikolay Martsenko na BVM Target. Ele terminou a primeira corrida da reunião no vigésimo lugar, antes de se retirar da segunda corrida.
Sirotkin expandiu sua campanha da Fórmula Renault 3.5 para disputar uma temporada completa em 2013, competindo com a ISR Racing. Ele teve pódio em Alcañiz e Hungaroring com outros três pontos para marcar o nono lugar na classificação do campeonato.
Para 2014, Sirotkin mudou para a equipe Fortec Motorsport e fez parceria com Oliver Rowland. Ele marcou sua primeira posição de pole e ganhou sua primeira corrida da Fórmula Renault 3.5 Series em seu solo em Moscow Raceway. Apesar disso, o segundo carro da Fortec muitas vezes quebrou e ele não terminou em cinco corridas. Mas sempre que ele terminou uma corrida, ele costumava chegar na zona de pontuação, perdendo apenas um ponto, apenas uma vez. No geral, ele terminou em quinto no campeonato, com 132 pontos.

### GP2 Series
Em fevereiro de 2015, foi anunciado que Sirotkin iria estrear na categoria com a Rapax. Ele alcançou sua primeira vitória em Silverstone - um circuito no qual ele ainda não tinha experiência em corridas — quando venceu a corrida longa. Durante a temporada, ele conquistou mais quatro pódios. Apesar de ser um novato na GP2 Series, Sirotkin terminou em terceiro na classificação geral.
Para a temporada de 2016, Sirotkin mudou para a equipe campeã ART Grand Prix. Ele terminou em terceiro na classificação geral.

### Campeonato de Fórmula 2 da FIA
Sirotkin retornou ao volante do carro Dallara GP2/11 no Campeonato de Fórmula 2 da FIA de 2017 em Baku. Ele substituiu o lesionado Alexander Albon na ART Grand Prix. Ele terminou as duas corridas da rodada na zona de pontuação.

### Fórmula 1
Em julho de 2013, Sirotkin juntou-se à equipe Sauber, com o objetivo de participar nas sessões de sexta-feira da temporada de 2013 e um assento de corrida completa para a temporada de Fórmula 1 de 2014. Mas em 2014 ele ficou no time apenas como piloto de teste. Sirotkin participou de testes realizados no Barém em 8 de abril. O piloto russo fez 75 voltas e cobriu uma distância de mais de 300 quilômetros, registrando o oitavo tempo mais rápido. Este resultado permitiu que Sirotkin obtivesse uma Superlicença. Ele fez sua estreia no fim de semana da corrida no treino livre para o Grande Prêmio da Rússia de 2014, onde cravou o 17º tempo mais rápido, cerca de quatro décimos de segundo mais lento do que o seu companheiro de equipe mais experiente, Adrian Sutil. Sirotkin não assinou um contrato com a Sauber para 2015 — a equipe suíça mudou completamente sua estrutura e selecionou pilotos com um bom financiamento.
Em abril de 2016, Sirotkin foi anunciado como piloto de desenvolvimento da Renault e ele participou da primeira sessão de treinos livres do Grande Prêmio da Rússia.
No dia 16 de janeiro de 2018, Sirotkin foi confirmado como piloto da equipe Williams para a temporada de 2018 da Fórmula 1, sendo o substituto de Felipe Massa, que anunciou, em novembro, a sua aposentadoria na Fórmula 1.
Sirotkin havia terminado em 11º no Grande Prêmio da Itália, mas, com a desclassificação de Romain Grosjean devido ao assoalho de seu carro não estar de acordo com o regulamento técnico, ele veio a marcar os seus primeiros pontos da carreira na Fórmula 1.
Antes do Grande Prêmio de Abu Dhabi, foi anunciado que Sirotkin não continuaria com a Williams para a temporada de 2019. Seu patrocinador, a SMP Racing, decidiu encerrar a parceria com a Williams devido à falta de desempenho e desenvolvimento do carro.
Em 27 de fevereiro de 2019, a Renault anunciou o retorno de Sirotkin ao cargo de piloto reserva da equipe para a temporada de 2019. Posteriormente, ele também assumiu o mesmo cargo na McLaren, sem deixar seu posto na equipe francesa.

## Resultados
| Ano  | Categoria                  | Equipes                  | Corridas         | Vitórias         | Poles            | V/Rápidas        | Pódios           | Pontos           | Classificação    |
| ---- | -------------------------- | ------------------------ | ---------------- | ---------------- | ---------------- | ---------------- | ---------------- | ---------------- | ---------------- |
| 2010 | Formula Abarth             | Jenzer Motorsport        | 6                | 0                | 0                | 0                | 0                | 12               | 18º              |
| 2011 | Formula Abarth Europeia    | Jenzer Motorsport        | 4                | 1                | 0                | 1                | 3                | 175              | 1º               |
| 2011 | Formula Abarth Europeia    | Fortec Italia Motorsport | 10               | 4                | 1                | 2                | 7                | 175              | 1º               |
| 2011 | Formula Abarth Italiana    | Jenzer Motorsport        | 8                | 0                | 0                | 0                | 5                | 136              | 2º               |
| 2011 | Formula Abarth Italiana    | Fortec Italia Motorsport | 6                | 2                | 1                | 1                | 4                | 136              | 2º               |
| 2012 | Auto GP World Series       | Fortec Italia Motorsport | 14               | 2                | 1                | 5                | 9                | 175              | 3º               |
| 2012 | Formula 3 Italiana         | Fortec Italia Motorsport | 24               | 2                | 0                | 1                | 6                | 166              | 5º               |
| 2012 | Formula 3 Italiana         | Fortec Italia Motorsport | 18               | 0                | 0                | 0                | 5                | 116              | 6º               |
| 2012 | Formula Renault 3.5        | Target Racing            | 2                | 0                | 0                | 0                | 0                | 0                | 35º              |
| 2013 | Formula Renault 3.5        | ISR Racing               | 15               | 0                | 0                | 0                | 2                | 61               | 9º               |
| 2014 | Formula 1                  | Sauber F1 Team           | Piloto de Testes | Piloto de Testes | Piloto de Testes | Piloto de Testes | Piloto de Testes | Piloto de Testes | Piloto de Testes |
| 2014 | Formula Renault 3.5 Series | Fortec Motorsports       | 17               | 1                | 1                | 0                | 4                | 132              | 5º               |
| 2015 | GP2 Series                 | Rapax Team               | 22               | 1                | 1                | 1                | 5                | 139              | 3º               |
| 2016 | Fórmula 1                  | Renault Sport F1 Team    | Piloto de Testes | Piloto de Testes | Piloto de Testes | Piloto de Testes | Piloto de Testes | Piloto de Testes | Piloto de Testes |
| 2016 | GP2 Series                 | ART Grand Prix           | 22               | 2                | 3                | 3                | 8                | 159              | 3º               |
| 2017 | Formula 1                  | Renault Sport F1 Team    | Piloto de Testes | Piloto de Testes | Piloto de Testes | Piloto de Testes | Piloto de Testes | Piloto de Testes | Piloto de Testes |
| 2017 | Fórmula 2                  | ART Grand Prix           | 2                | 0                | 0                | 0                | 0                | 9                | 20º              |
| 2017 | 24 Horas de Le Mans - LMP2 | SMP Racing               | 1                | 0                | 0                | 0                | 0                | N/A              | 16º              |
| 2018 | Formula 1                  | Williams Martini Racing  | 21               | 0                | 0                | 0                | 0                | 1                | 20º              |

* Temporada em andamento.

## Posição de chegada nas corridas de Fórmula 1
Legenda: (Corridas em negrito indicam pole position); (Corridas em itálico indicam volta mais rápida)

| Temporada | Equipe                  | Chassis | Motor                                | 1       | 2      | 3      | 4       | 5      | 6      | 7      | 8      | 9      | 10     | 11      | 12     | 13     | 14     | 15     | 16     | 17     | 18     | 19     | 20     | 21     | Classificação | Pontos |
| --------- | ----------------------- | ------- | ------------------------------------ | ------- | ------ | ------ | ------- | ------ | ------ | ------ | ------ | ------ | ------ | ------- | ------ | ------ | ------ | ------ | ------ | ------ | ------ | ------ | ------ | ------ | ------------- | ------ |
| 2018      | Williams Martini Racing | FW41    | Mercedes-AMG F1 M09 EQ Power+ 1.6 V6 | AUS Ret | BAR 15 | CHN 15 | AZE Ret | ESP 14 | MON 16 | CAN 17 | FRA 15 | AUT 14 | GBR 14 | ALE Ret | HUN 16 | BEL 12 | ITA 10 | SIN 19 | RUS 18 | JAP 16 | EUA 13 | MEX 13 | BRA 16 | ABU 15 | 20º           | 1      |